# Itaiópolis
Itaiópolis este un oraș în Santa Catarina (SC), Brazilia.